# Komunistična univerza delavcev vzhoda
Komunistična univerza delavcev vzhoda (rusko Коммунистический университет трудящихся Востока, КУТВ; kratica KUTV) je bila univerza, ki je vzgajala vodilni komunistični kader; delovala je v Moskvi.

## Zgodovina
Univerza je bila ustanovljena 21. aprila 1921 v Moskvi na ukaz Komunistične internacionale za poučevanje vodilnih komunističnih kadrov iz vzhodnih delov Sovjetske zveze, potem pa še iz kolonialističnih držav. Uradno je bila odprta 21. oktobra 1921. V prvih letih jo je vodil Karl Radek.
Leta 1923 se je dokončno izoblikoval študijski program, ki je trajal 3 leta. V celotnem obdobju so na univerzi študirali pripadniki 73 narodov.
Univerza je imela še tri regionalne centre: Baku (Azerbajdžan), Irkutsk in Taškent (Uzbekistan).

## Študentje
- Deng Šjaoping (Ljudska republika Kitajska)
- Ho Ši Minh (Kitajska)
- Liu Bojian (Kitajska)
- Khalid Bakdash (Sirija)
- Yusuf Salman Yusuf (Irak)
- Nikolaos Zachariadis (Grčija)
- Harry Haywood (ZDA)
- Khertek Anchimaa-Toka (Sovjetska zveza)
- Donduk Kuular (Sovjetska zveza)
- Salchak Toka (Sovjetska zveza)